# (1976) Kaverin
(1976) Kaverin (1970 GC) ist ein Asteroid des Hauptgürtels, der am 1. April 1970 von der russischen Astronomin Ljudmila Iwanowna Tschernych im Krim-Observatorium entdeckt wurde.